# Zöldesszegélyű kígyógomba
A zöldesszegélyű kígyógomba (Mycena viridimarginata) a kígyógombafélék családjába tartozó, Európában honos, fenyvesekben élő, nem ehető gombafaj. 

## Megjelenése
A zöldesszegélyű kígyógomba kalapja 1-3,5 cm széles, kúpos vagy harang alakú, idősen laposan kiterül, középen kis púpja lehet. Felszíne hamvas, sima. Széle hosszan, áttetszően bordázott. Színe vörösbarnás, olívbarnás, olívzöldes, szürkészöldes, széle világosabb, sárgásolív, zöldessárgás.
Húsa barnás, sárgásbarnás. Szaga gyenge, kissé salétromos; íze retekszerű. 
20-25 közepesen ritkás lemeze tönkhöz nőtt, esetleg rövid foggal lefutó. Színük fiatalon fehéres, majd szürkés, élük olívzöldes vagy zöldesszürke.
Tönkje 2-7 cm magas és 0,1-0,3 cm vastag. Alakja karcsú, egyenes vagy görbült, egyenletesen hengeres vagy tövénél kissé kiszélesedő. Színe sárgászöldes, vagy mézszínű, a tövénél sötétebb. Felszíne a csúcsán hamvas, alatta csupasz és fénylő. Tövét fehér szálak borítják. 
Spórapora fehér. Spórája elliptikus, széles gyümölcsmag alakú, sima, amiloid, mérete 7-12 x 6-8 µm.

### Hasonló fajok
A sárgástönkű kígyógomba, az enyves kígyógomba, a lúgszagú kígyógomba, a klórszagú kígyógomba hasonlít hozzá.

## Elterjedése és termőhelye
Európában honos, főleg Skandináviában és az Alpokban gyakori. Magyarországon még nem találták meg. 
Fenyvesekben él, az avarban vagy korhadó faanyagon. Májustól szeptemberig terem. 

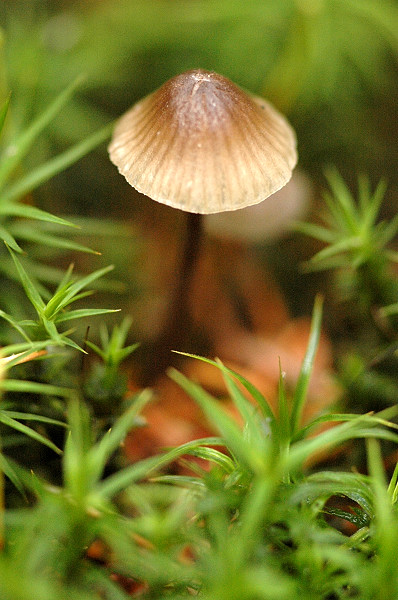
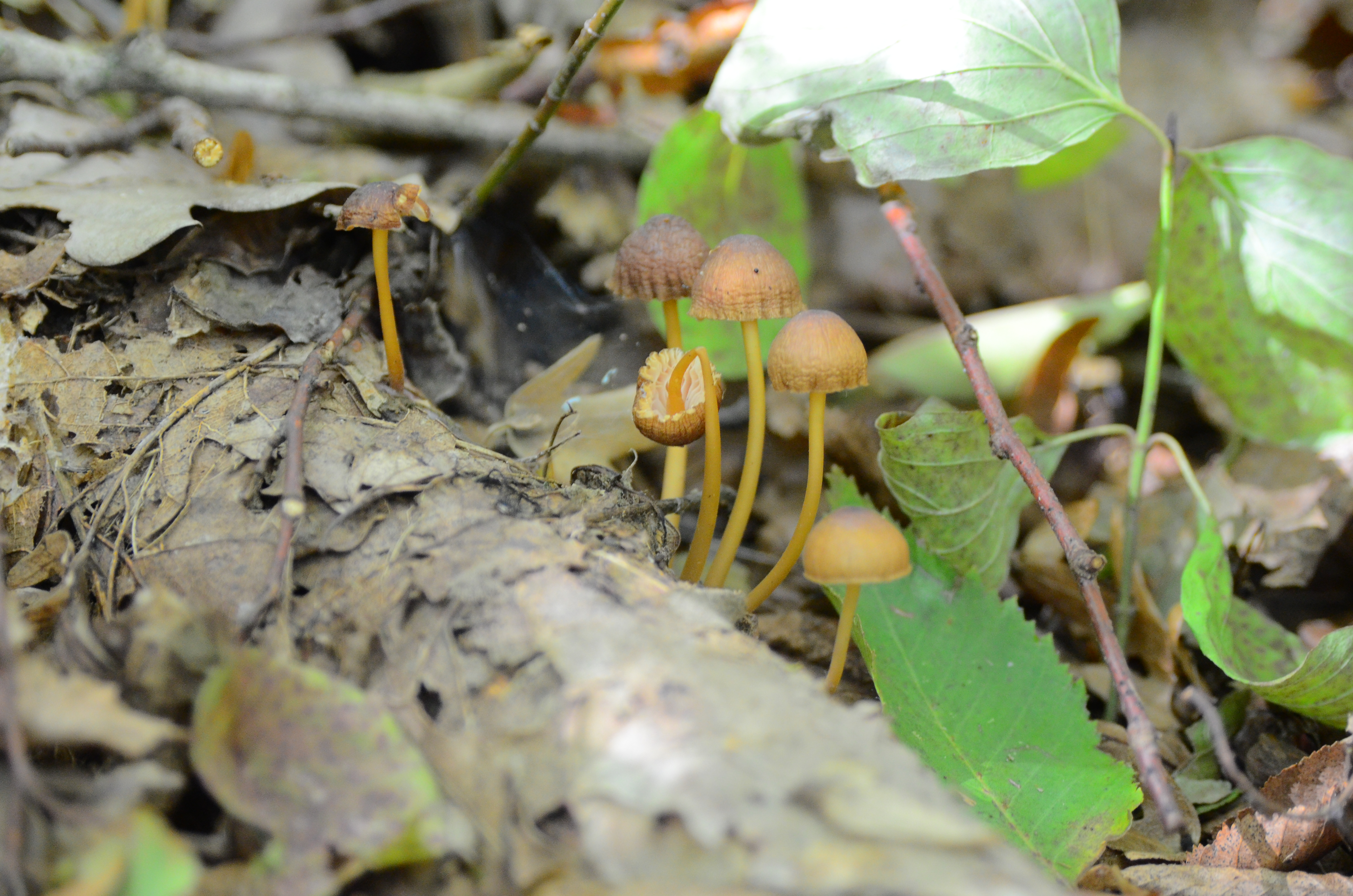
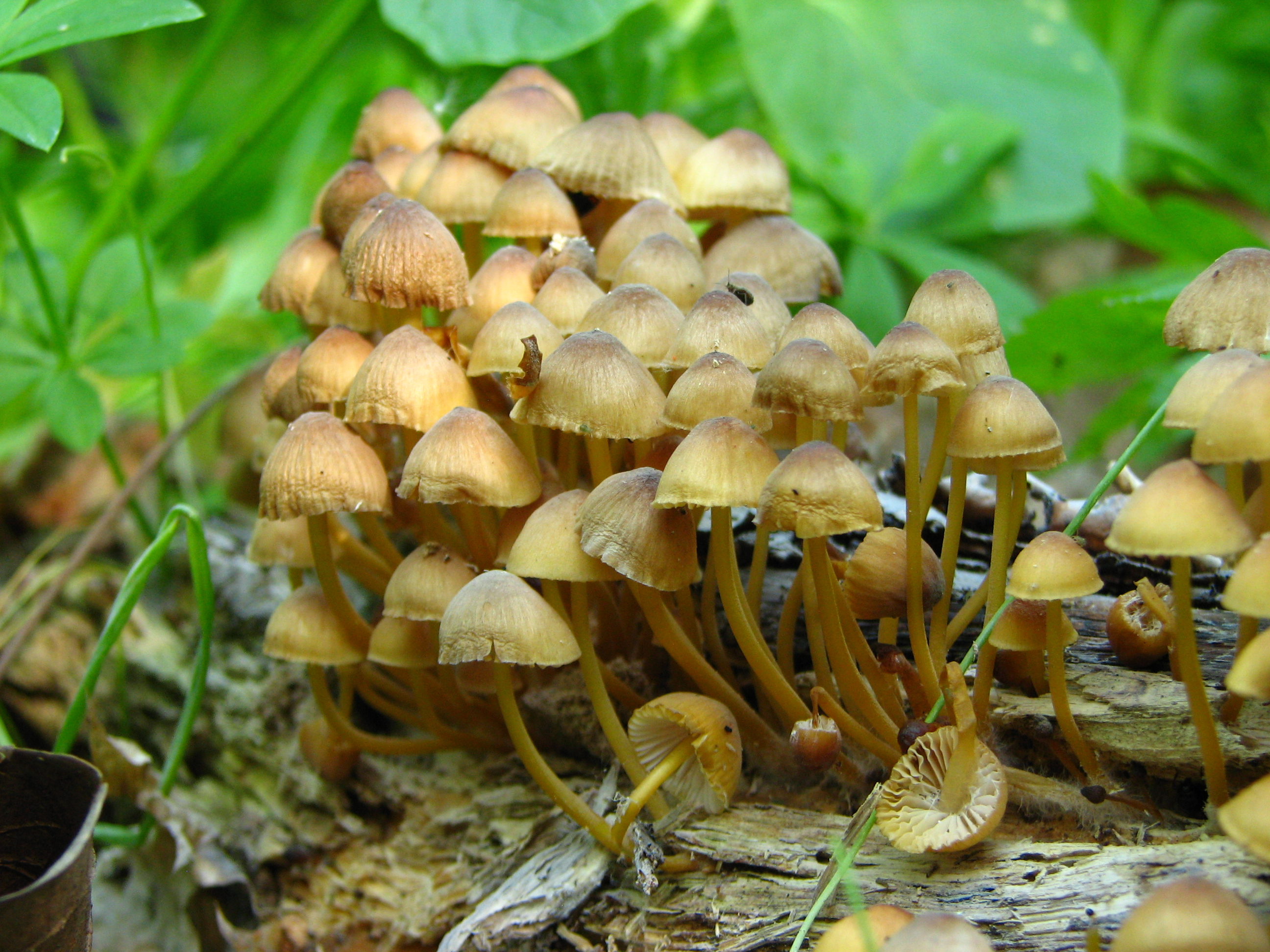
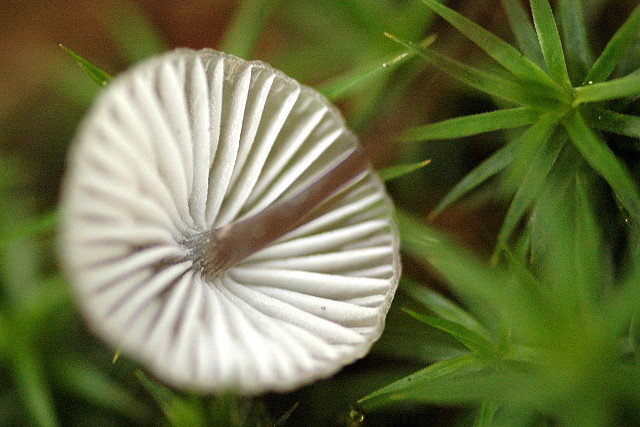

Nem ehető.